# (73065) 2002 FR15
(73065) 2002 FR15 – planetoida z pasa głównego asteroid okrążająca Słońce w ciągu 3,48 lat w średniej odległości 2,3 j.a. Odkryta 16 marca 2002 roku.